# Jim Yong Kim
Jim Yong Kim (Seul, 8 dicembre 1959) è un medico e antropologo statunitense, dal 1º luglio 2012 al 31 gennaio 2019 è stato il 12º Presidente della Banca Mondiale.

## Biografia
Nato in Corea del Sud, all'età di 5 anni si trasferisce con la famiglia negli Stati Uniti dove si laurea in Medicina.
Primo americano di origine asiatica ad essere nominato presidente del Dartmouth College (la più piccola università della cosiddetta Ivy League), viene nominato dal Presidente USA Barack Obama candidato alla guida della Banca Mondiale.
Il 16 aprile 2012 viene eletto dal consiglio d'amministrazione della Banca Mondiale. Nel gennaio 2019 ha annunciato le sue dimissioni dell'incarico.

## Pubblicazioni
(in lingua inglese salvo diverso avviso)
- Farmer Paul E, Kim JY. Community-based approaches to the control of multidrug-resistant tuberculosis: Introducing “DOTS-plus. British Medical Journal 1998; 317:671-4.
- Becerra MC, Bayona J, Freeman J, Farmer PE, Kim JY. Redefining MDR-TB transmission "hot spots." International Journal of Tuberculosis and Lung Disease 2000; 4(5):387-94.
- Farmer Paul, Leandre F, Mukherjee JS, Claude M, Nevil P, Smith-Fawzi MC, Koenig SP, Castro A, Becerra MC, Sachs J, Attaran A, Kim JY. Community-based approaches to HIV treatment in resource-poor settings. Lancet 2001; 358(9279):404-9.
- Farmer Paul, Leandre F, Mukherjee J, Gupta R, Tarter L, Kim JY. Community-based treatment of advanced HIV disease: Introducing DOT-HAART (Directly Observed therapy with highly active antiretroviral therapy). Bulletin of the World Health Organization 2001; 79(12):1145–51.
- Mitnick C, Bayona J, Palacios E, Shin S, Furin J, Alcántara F, Sánchez E, Sarria M, Becerra M, Fawzi MCS, Kapiga S, Neuberg D, Maguire JH, Kim JY, Farmer PE. Community-based therapy for multidrug-resistant tuberculosis in Lima, Peru. New England Journal of Medicine 2003; 348(2):119-28.
- Gupta Raj, Irwin A, Raviglione MC, Kim JY. Scaling up treatment for HIV/AIDS: Lessons learned from multidrug-resistant tuberculosis. Lancet 2004; 363(9405):320-4.
- Kim Jim Yong, Farmer P. AIDS in 2006 – Moving toward one world, one hope? New England Journal of Medicine 2006; 355:645-7.
- Kim Jim Yong. Unexpected political immunity to AIDS. Lancet 2006; 368(9534):441-2.
- Kim Jim Yong. A lifelong battle against disease. U.S. News and World Report 2007; 143(18):62-4.
- Kim Jim Yong. Toward a Golden Age- Reflections on Global Health and Social Justice. Harvard International Review 2007; 29 (2): 20–25.
- Kim Jim Yong, Farmer Paul. Surgery and Global Health: A View from Beyond the OR. World Journal of Surgery 2008; 32(4): 533–6.
- Kim Jim Yong, Millen JV, A Irwin, J Gershman (eds.). Dying for Growth: Global Inequality and the Health of the Poor. Monroe, ME: Common Courage Press, 2000.
- Jain Sachin H, Weintraub R, Rhatigan J, Porter ME, Kim JY. Delivering Global Health. Student British Medical Journal 2008; 16:27.[2]
- Kim Jim Yong, Rhatigan J, Jain SH, Weintraub R, Porter ME. From a declaration of values to the creation of value in global health: a report from Harvard University's Global Health Delivery Project. Glob Public Health. 2010 Mar; 5(2):181-8.